# سنت-اتین-سور-ریسوز
سنت-اتین-سور-ریسوز (به فرانسوی: Saint-Étienne-sur-Reyssouze) یک کمون در فرانسه است که در canton of Pont-de-Vaux واقع شده‌است.

## خصوصیات
سنت-اتین-سور-ریسوز ۱۳٫۸۲ کیلومترمربع مساحت و ۵۱۶ نفر جمعیت دارد و ۱۸۵ متر بالاتر از سطح دریا واقع شده‌است.